# Компенсувальна варіація доходу
В економіці компенсува́льна варіа́ція дохо́ду (англ. Compensating variation — CV) — один із заходів оцінення зміни добробуту агента. Компенсувальна варіація дає відповідь на питання: яка зміна в доході компенсувала б зміну цін споживачеві настільки, щоб він залишився на колишньому рівні добробуту.
Цю величина можна записати як
{\displaystyle CV(p_{0},p_{1},I)=e(p_{1},v(p_{1},I))-e(p_{1},v(p_{0},I))=}
{\displaystyle =I-e(p_{1},v(p_{0},I)),}
де {\displaystyle v(p,I)} — непряма функція корисності, {\displaystyle e(p,u)} — функція витрат.
Скориставшись лемою Шепарда, можна подати CV як площу під відповідною кривою попиту:
{\displaystyle CV=\int \limits _{p_{i}^{(1)}}^{p_{i}^{(0)}}h_{i}(p,u_{0})dp_{i}=\int \limits _{p_{i}^{(1)}}^{p_{i}^{(0)}}{\frac {\partial e(p,u_{0})}{\partial p_{i}}}dp_{i}=}
{\displaystyle =e(p^{(0)},u_{0})-e(p^{(1)},u_{0}).}